# Europees kampioenschap voetbal 2012 (Groep A) Rusland - Tsjechië
Dit artikel gaat over de wedstrijd in de groepsfase in groep A tussen Rusland en Tsjechië die werd gespeeld op 8 juni 2012 tijdens het Europees kampioenschap voetbal 2012.
Het was de tweede wedstrijd van het toernooi, eerder werd al de wedstrijd tussen Polen en Griekenland, de openingswedstrijd, gespeeld in het Stadion Miejski in Wrocław, naast Warschau de andere speelstad voor Groep A. De wedstrijd tussen Rusland en Tsjechië werd gespeeld in het Stadion Miejski in Wrocław.

## Voorafgaand aan de wedstrijd
- Op de FIFA-wereldranglijst van mei 2012 stond Rusland op de elfde plaats, Tsjechië op de 26e.[1]
- Voor beide landen is het de vijfde deelname aan de eindronde van het Europees kampioenschap voetbal mannen. Het is ook de vijfde achtereenvolgende deelname voor beide landen. Geen van beide landen werden ooit kampioen. Bij het Europees kampioenschap voetbal 1996 in Engeland behaalde Tsjechië de finale, waar het verloor van Duitsland.
- Rusland kwalificeerde zich voor het Europees kampioenschap voetbal 2012 door tijdens de kwalificatie hun poule te winnen voor landen als Ierland en Armenië.
- Tsjechië werd tijdens de kwalificatieronde tweede achter Spanje en wist Schotland achter zich te houden. Tijdens de play-off was Tsjechië te sterk voor Montenegro.
- Rusland en Tsjechië hebben dertien keer eerder tegenover elkaar gestaan. Van de dertien ontmoetingen wist Rusland er zes te winnen, Tsjechië wist twee wedstrijden te winnen. Vijf wedstrijden eindigden in een gelijk spel. Tijdens deze wedstrijden wist Rusland 24 keer te scoren, tegenover 15 doelpunten van Tsjechië.[2]

## Wedstrijdgegevens

De basisopstellingen van beide landen

| Datum                | 8 juni 2012                    | 8 juni 2012                    |
| Wedstrijdnummer      | 2                              | 2                              |
| Stadion              | Stadion Miejski, Wrocław       | Stadion Miejski, Wrocław       |
| Toeschouwers         | 40.803                         | 40.803                         |
| Scheidsrechter       | Howard Webb                    | Howard Webb                    |
| Assistenten          | Michael Mullarkey Peter Kirkup | Michael Mullarkey Peter Kirkup |
| Vierde man           | Manuel De Sousa                | Manuel De Sousa                |
| Man van de wedstrijd | Alan Dzagojev                  | Alan Dzagojev                  |
|                      | Rusland                        | Tsjechië                       |
| Doelpunten           | 4                              | 1                              |
| Gele kaarten         | 0                              | 0                              |
| Rode kaarten         | 0                              | 0                              |
| Wissels              | 2                              | 3                              |
| Schoten op doel      | 6                              | 7                              |
| Schoten naast doel   | 10                             | 5                              |
| Overtredingen        | 0                              | 0                              |
| Hoekschoppen         | 3                              | 5                              |
| Buitenspel           | 2                              | 3                              |
| Vrije trappen        | 18                             | 15                             |
| Balbezit (tijd)      | 0                              | 0                              |
| Balbezit (%)         | 48                             | 52                             |

| Rusland | 4 – 1           | Tsjechië |
| Alan Dzagojev 15' Roman Sjirokov (Andrej Arsjavin) 24' Alan Dzagojev (Roman Pavljoetsjenko) 79' Roman Pavljoetsjenko 82'                                                                                 | goals (assists) | 52' Václav Pilař (Jaroslav Plašil) |
| Dick Advocaat | bondscoach      | Michal Bílek |
| Vjatsjeslav Malafejev Aleksandr Anjoekov Sergej Ignasjevitsj Joeri Zjirkov Aleksej Berezoetski Roman Sjirokov Igor Denisov Konstantin Zyrjanov Alan Dzagojev 85' Andrej Arsjavin Aleksandr Kerzjakov 72' | opstellingen    | Petr Čech Theodor Gebre Selassie Michal Kadlec Roman Hubník Tomáš Sivok 46' Jan Rezek Tomáš Rosický Jaroslav Plašil Václav Pilař 75' Petr Jiráček 86' Milan Baroš |
| Roman Pavljoetsjenko 72' Aleksandr Kokorin 85' | wissels         | 46' Tomáš Hübschman 75' Milan Petržela 86' David Lafata |
| | gele kaarten    | |
| | rode kaarten    | |

## Wedstrijden
| Groepswedstrijden | | | |
| Groep A | Groep B | Groep C                                                                                               | Groep D |
| Polen - Griekenland Rusland - Tsjechië Griekenland - Tsjechië Polen - Rusland Tsjechië - Polen Griekenland - Rusland | Nederland - Denemarken Duitsland - Portugal Denemarken - Portugal Nederland - Duitsland Portugal - Nederland Denemarken - Duitsland | Spanje - Italië Ierland - Kroatië Italië - Kroatië Spanje - Ierland Kroatië - Spanje Italië - Ierland | Frankrijk - Engeland Oekraïne - Zweden Oekraïne - Frankrijk Zweden - Engeland Engeland - Oekraïne Zweden - Frankrijk |
| Kwartfinales | | | |
| Tsjechië - Portugal                                                                                                  | Duitsland - Griekenland | Spanje - Frankrijk                                                                                    | Engeland - Italië |
| Halve finales | | | |
| ‎Portugal - Spanje | ‎Portugal - Spanje | Duitsland - Italië                                                                                    | Duitsland - Italië                                                                                                   |
| Finale | | | |
| Spanje - Italië | | | |